# 봉은중학교
봉은중학교(奉恩中學校)는 대한민국 서울특별시 강남구 삼성동에 있는 공립 중학교이다.

## 학교 연혁
- 1986년 1월 29일 : 봉은중학교 설립 인가
- 1986년 3월 1일 : 초대 김영수 교장 취임
- 1986년 4월 29일 : 개교식
- 2022년 2월 11일 : 제34회 졸업식 (졸업생 109명, 누계 11,328명)
- 2022년 3월 2일 : 2022학년도 입학식 (90명 입학)
- 2022년 9월 1일 : 제13대 송인숙 교장 취임

## 참고 자료
- 봉은중학교 - 한국교육학술정보원 학교알리미